# Erotisk romance
| Erotisk romance |
| --- |
| E.L. James, framgångsrik erotisk romance-författare. - Betydelse – romantisk litteratur med fokus på kvinnlig sexuell njutning - Bakgrund – engelskans erotic romance novels ('erotiska kärleksromaner') - Relaterade begrepp – erotisk litteratur, pornografi - Exempel – Femtio nyanser |

Erotisk romance (uttal: /ɹoʊˈmæns/) är en litterär genre med kopplingar till kärleksromanen. Fokus i berättelserna ligger på kvinnlig njutning, och målet med texterna är att beskriva situationer som leder till den kvinnliga huvudpersonens förening med ett – oftast manligt – erotisk-romantiskt objekt.
Fokuset på den kvinnliga njutningen gör att romance i viss utsträckning även kan användas som ett medel att öka upphetsningen vid onani. Denna antydan finns också i de två tidigare vanligaste namnen för romance-genren rent generellt – tantsnusk och FLN (flärd – lidelse – njutning). Erotisk romance är en typ av erotisk litteratur och kan ses som en form av textbaserad pornografi för kvinnliga läsare.

## Historia

### Bakgrund
Erotisk romance är har en bakgrund i kärleksromanen – på 2000-talet relanserad som romance. Detta är en genre med kvinnlig målgrupp och kretsande kring en kvinnas längtan efter förening med en eftertraktad man. Genom konventioner och sociala tabun har kärleksromanen inte kunnat beskriva konkreta sexscener.
Kärleksromanen slog igenom på 1930- och 1940-talet i Storbritannien och Nordamerika. Det är också inom den engelskspråkiga världens som genren och dess senare utvecklingar haft sitt starkaste fäste.
Kärleksromaner har ofta producerats och distribuerats i form av bokserier, som en form av kiosklitteratur. En av de mer populära svenska författarna var Sigge Stark.

### Nya genrenamn, mer erotik
Ur den traditionella kärleksromanen utvecklades under 1970- och 1980-talet genren till att även inkludera beskrivningar av sexakter. Detta initierades av bland andra Jackie Collins, Judith Krantz och Shirley Conran som med detta innehåll distanserade sig från den dåvarande kärleksromandrottningen Barbara Cartland.
På svenska har mer sexuellt explicita typer av kärleksromaner ofta kommit att beskrivas som tantsnusk. Begreppet myntades 1983 av Jan Myrdal, och användes som en förklenande benämning. Eftersom många av dessa böcker utspelas i mer eller mindre luxuösa miljöer, har även begreppet FLN (uttytt flärd – lidelse – njutning) kommit att användas.

### "Romance" och erotisk romance
Efter millennieskiftet har den stora amerikanska marknaden för kärleksromaner spritt sig även till andra länder. I Sverige relanserade man då kärleksroman under begreppet romance, direkt hämtat från den engelska genrebeteckningen romance novels ('kärleksromaner'). 
Berättelserna med tydligare sexinslag – erotisk romance –  fick stor draghjälp av de båda bokserierna Twilight (moderna ungdomsböcker ingående i en vampyr-trend) och Femtio nyanser. Den senare startade som en sexuellt explicit fanfiction på Twilight, med sexuellt upphetsande dominanslekar influerade av BDSM.
Erotisk romance skrivs i första hand för dess upphetsande kvaliteter, och den kvinnliga målgruppen anses ibland använda texterna som hjälp vid onani. Själva texterna har i sig, med sin upphetsande karaktär, ibland betraktats som onanistiska. På det sättet är böckerna en form av skriven pornografi, fast tydligt riktad till en kvinnlig målgrupp. Och i likhet med (annan) pornografi har böckerna i regel inga realistiska ambitioner, utan man har åtminstone tidigare ofta förenklat den omkringliggande intrigen utifrån stereotyper omkring manligt, kvinnligt och olika sociala beteenden och orsakssamband; rollerna i nyare romance-böcker har dock ofta mer emanciperade huvudpersoner. Lyckliga "Hollywood-slut" är vanliga. Den mest framgångsrika svenska romance-författaren, Simona Arhnstedt, säger sig endast kunna författa intriger som hon själv blir upphetsad av.
Romance-böcker anses även bidra till att ge läsarna emanciperade kvinnliga förebilder. Därmed ger genren progressiva och feministiska signaler.

## Innehåll
Romance generellt och erotisk romance speciellt betraktas har ofta betraktats som en lågstatuslitteratur, och de har både från feministiskt och sexistiskt håll beskrivits som snusk och pornografi. Genrerna har sina egna utmaningar. Medan exempelvis deckare bygger sin spänning och underhållning utifrån brott och jakten på brottslingar, utgår (erotisk) romance från en kvinnlig huvudperson som behöver övervinna svårigheter för att kunna förenas med personen som hon har begär till. Svårigheterna behöver kunna varieras och fungera som en utmanande men i sin kontext möjlig händelseutveckling. Sexscenerna kräver dessutom mod, eftersom författaren utlämnar en del av sin egen sexuella fantasivärld.
Erotisk romance har tydligt fokus på den kvinnliga huvudpersonens njutning. Detta kan begränsa vilka sexuella inslag som anses lämpliga att beskriva. Exempelvis är det fortfarande ovanligt med inslag av analsex, sannolikt eftersom endast en mindre del av den kvinnliga läsekretsen mentalt anses kunna göra sig fri från den praktikens kopplingar till obehag eller manlig dominans. BDSM och sexuella dominanslekar är dock relativt vanliga inslag, och i Femtio nyanser var detta en central ingrediens. Den negativa kritiken – även från BDSM-utövare – mot Femtio nyanser kännetecknades av att man såg berättelsen som litteratur, när den istället borde förstås som pornografi (det vill säga upphetsnings-litteratur).